# فروستبورگ (مریلند)
فروستبورگ (به انگلیسی: Frostburg) شهری در ایالت مریلند کشور ایالات متحده آمریکا است که جمعیت آن در سرشماری سال ۲۰۱۰ میلادی، ۹٬۰۰۲ نفر بوده‌است.